# Preczlaw von Pogarell

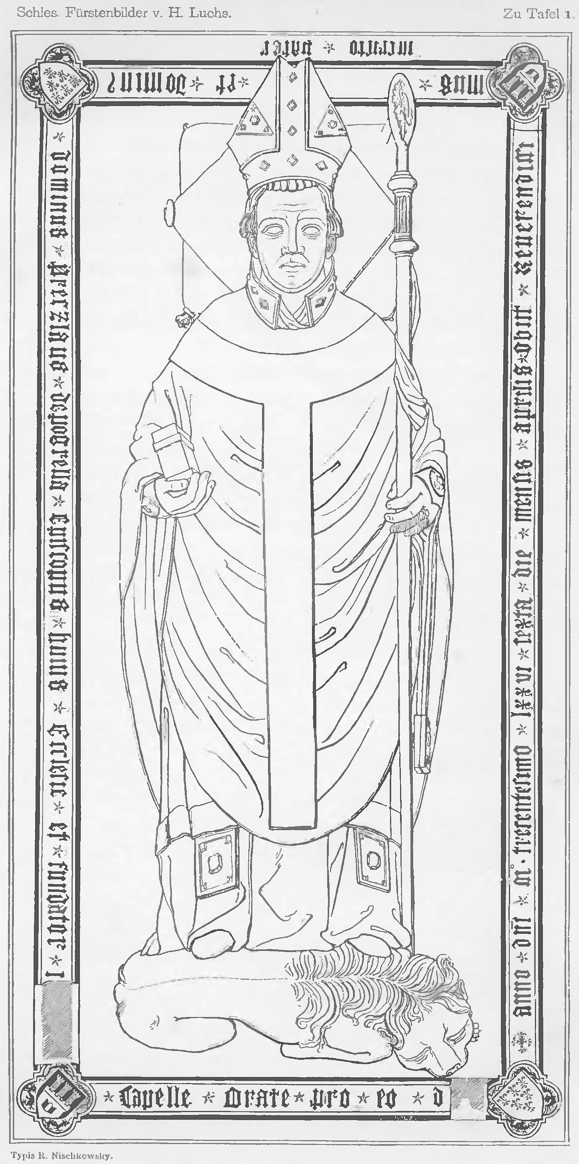
Hochgrab des „Preczlaus de Pogrella“ im Breslauer Dom

Hochgrab Preczlaws von Pogarell

Preczlaw von Pogarell (auch: Preczlaus, Przezislaus; polnisch Przecław z Pogorzeli; tschechisch Přeclav z Pogarella, auch Břetislav bzw. Predslav Pogorell); (* 1299 in Habendorf, Herzogtum Schweidnitz-Jauer; † 6. April 1376 in Ottmachau, Fürstentum Neisse) war Fürstbischof von Breslau und Hofkanzler Kaiser Karls IV.

## Leben
Preczlaw entstammte dem schlesischen Adelsgeschlecht Pogrell. Erstmals urkundlich erwähnt wurde er im Jahre 1329 als Breslauer Domherr. Während seines Studiums in Bologna wurde er am 5. Mai 1341 vom Breslauer Domkapitel als Nachfolger des verstorbenen Bischofs Nanker gewählt. Nachdem der Gnesener Erzbischof Janisław I. die Wahlbestätigung und die Konsekration verweigerte, wandte sich Preczlaw an den Heiligen Stuhl. Papst Benedikt XII. bestätigte am 28. Januar 1342 die Wahl und nahm am 17. März 1342 die Bischofsweihe in Avignon vor. Am 6. Mai 1342 kehrte Preczlaw nach Breslau zurück.
Als Landesherr des Fürstentums Neisse legte Preczlaw den Lehnseid vor dem böhmischen König Johann von Luxemburg ab, dem er auch die umstrittene Burg Militsch verkaufte, wodurch die Streitigkeiten und Spannungen aus der Zeit seines Vorgängers Bischof Nanker beigelegt werden konnten. Auch politisch lehnte sich Preczlaw eng an Böhmen und dessen späteren König und Kaiser Karl IV. 1342 bestätigte Preczlaw die Lehensabhängigkeit der schlesischen Herzogtümer (außer Schweidnitz-Jauer) vom böhmischen König sowie dessen Patronat über die Breslauer Kirche, womit er die mit dem Vertrag von Trentschin erfolgte Inkorporation Schlesiens an die Krone Böhmen und damit mittelbar an das Reich unterstützte. Außerdem war er maßgeblich am Zustandekommen des Vertrags von Namslau im Jahre 1348 beteiligt, in dem der polnische König Kasimir III. endgültig die Oberherrschaft Böhmens über Schlesien anerkannte. Wohl deshalb wurde Preczlaw 1352 Hofkanzler Karls IV.
Karls Plan, das Bistum Breslau aus dem Erzbistum Gnesen zu lösen und dem 1344 errichteten Erzbistum Prag zuzuordnen, stand Preczlaw aufgeschlossen gegenüber, konnte dazu jedoch nicht die Zustimmung seines Domkapitels und des polnischen Königs erlangen.
1344 erwarb Preczlaw Stadt und Weichbild Grottkau, das er mit dem Fürstentum Neisse verband. Nachfolgend titelten er und seine Nachfolger als „Fürst von Neisse und Herzog von Grottkau“. Außerdem kamen Anfang der 1340er Jahre Stadt und Burg Patschkau in seinen Besitz, ferner 1345 die Burg Kaldenstein bei Černá Voda (Schwarzwasser), 1358 Burg Friedberg bei Friedberg sowie Weidenau und Burg Jauernig beim heutigen Javorník im Altvatergebirge. Die Stadtbefestigung in Grottkau wurde mit Türmen verstärkt.
Durch die geschickte Erweiterung des Territorialbesitzes und gute Wirtschaftsführung wurde die Diözese Breslau unter seinem Episkopat als das „goldene Bistum“ bezeichnet.
Auch das kirchliche und religiöse Leben erreichte unter ihm eine hohe Blüte. Er stiftete die Breslauer Dorotheenkirche mit Kloster der Augustinereremiten, das Brieger Kollegiatstift St. Hedwig, in Liegnitz das Kollegiatstift zum Hl. Grab und das Kloster der Benediktinerinnen sowie das Josephs-Hospital in Neisse. 1361 erweiterte er den Breslauer Dom um die Marienkapelle hinter dem Chor, die vom Baumeister Peschel errichtet wurde. Beigesetzt wurde er in der Marienkapelle, in der ein bedeutendes Grabmal an ihn erinnert. Seinem Ableben folgte eine Zeit der Sedisvakanz.